# HMS C15
HMS C15 – brytyjski okręt podwodny typu C. Zbudowany w latach 1906–1908 w Vickers w Barrow-in-Furness. Okręt został wodowany 21 stycznia 1908 roku i rozpoczął służbę w Royal Navy 1 kwietnia 1908 roku.
W 1914 roku C15 stacjonował w Devonport przydzielony do Dziesiątej Flotylli Okrętów Podwodnych (10th Submarine Flotilla) pod dowództwem Lt.Cd. Roberta R. Turnera. 3 listopada 1917 roku C15 zatopił w kanale La Manche niemiecki okręt podwodny SM UC-65.
Okręt został sprzedany w 12 sierpnia 1921 roku i zezłomowany.